# Astana (кинофестиваль)

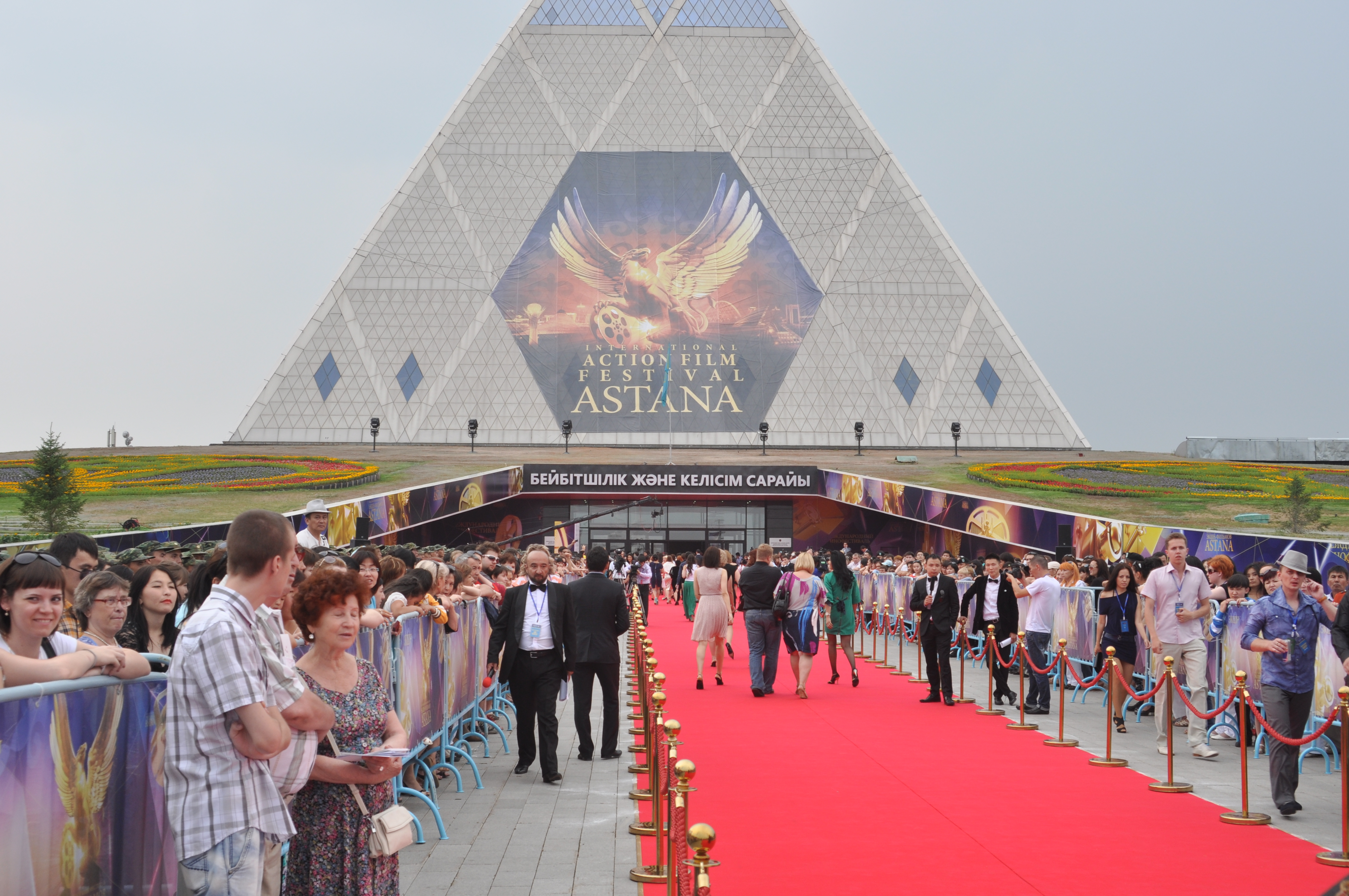
Красная дорожка кинофестиваля

Международный кинофестиваль экшн-фильмов «Astana» (англ. International Astana Action Film Festival) — фестиваль киножанра экшн. С 2010 по 2012 года проходил в июле в городе Астане (Казахстан).
Основателем и президентом кинофестиваля является режиссёр, продюсер и сценарист Тимур Бекмамбетов, генеральный директор — Ирен Ванидовская.
В отличие от многих других кинофестивалей, в нём нет жюри, которые судят фильмы или выбирают лучших актёров. По мнению Тимура Бекмамбетова, «режиссёры не имеют права судить других режиссёров». Благодаря многочисленным конкурсам, фестиваль «Astana», прежде всего, ориентирован на развитие молодых кинематографистов.

## История

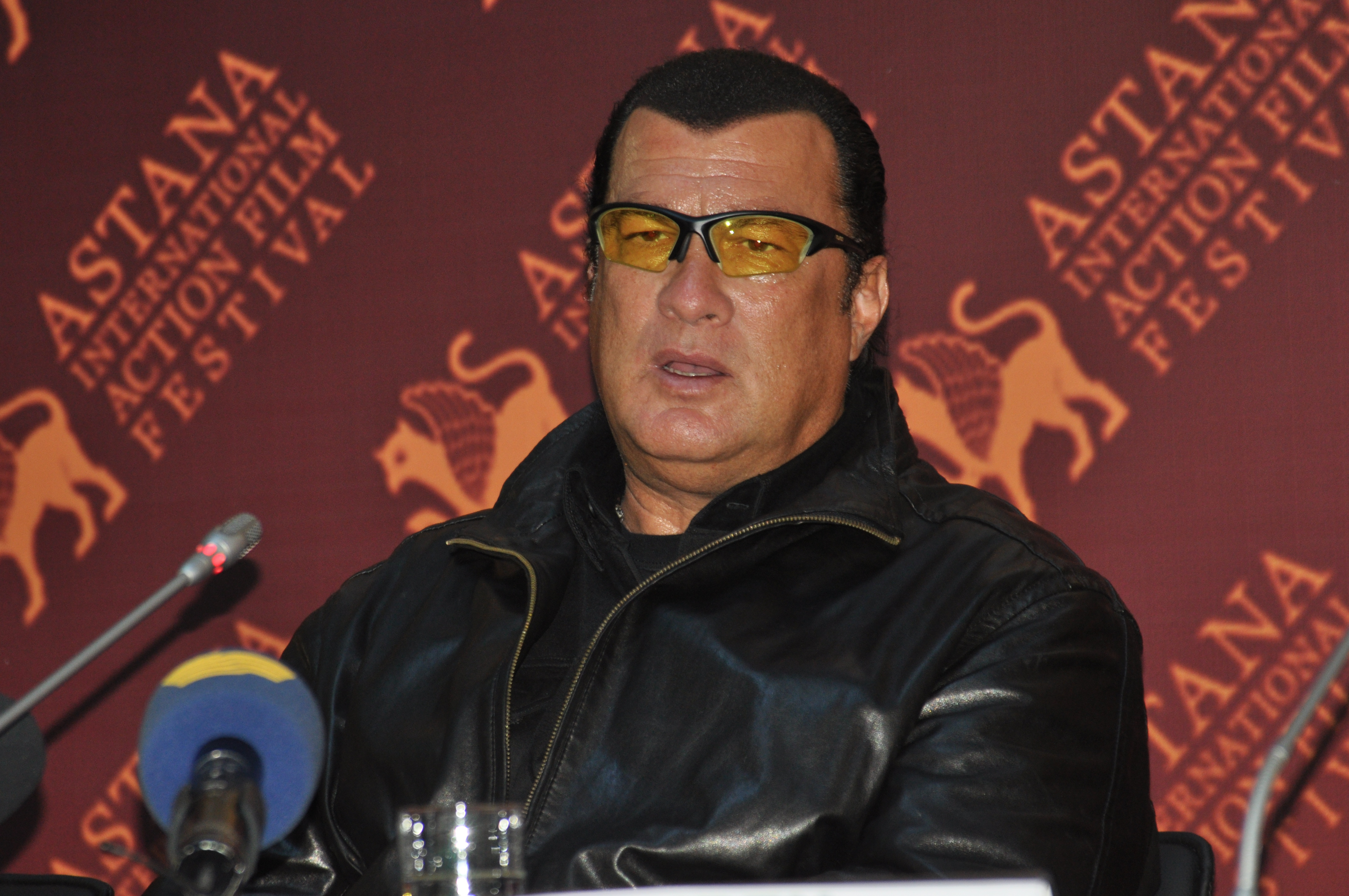
Стивен Сигал на пресс-конференции II МКЭФ

Кинофестиваль экшн-фильмов ежегодно проходит в канун дня рождения столицы Казахстана. Организаторы фестиваля — компания Astana Film Festival при поддержке акимата города Астаны и компании «Базелевс».
I фестиваль прошёл с 27 июня по 1 июля 2010 года в Центральном киноконцертном зале «Казахстан». Его посетили Дольф Лундгрен, Харви Вайнштейн, Хилари Суонк, Майк Тайсон, Шарлто Копли и другие. Главным итогом этого кинофестиваля стал проект фильма Apollo 18 американского сценариста Брайна Миллера, победителя конкурса сценариев. На большие экраны картина вышла уже в сентябре 2011 года, её режиссёром стал Гонсало Лопес-Гальего, а продюсером — Тимур Бекмамбетов.
II фестиваль прошёл с 1 по 5 июля 2011 года в Пирамиде («Дворец мира и согласия»). Его посетили Стивен Сигал, Арманд Ассанте, Майкл Мэдсен и Мишель Родригес. В списке гостей из стран СНГ присутствовали Сергей Светлаков, Дмитрий Нагиев и другие. Руководителем информационного и PR-отдела фестиваля, а также начальником штаба конкурса сценаристов являлся Бельгибаев Сакен. В конкурсе сценаристов победили: Бахтияр Кадиров с проектом «После одного дня», Галия Байжанова — проект «Пока все дома», Рустам Мухит — «Пересекая черту», Виталий Кистанов — «День казни» и Ержан Есимханов — «Территория 17». Также было пять сценариев-победителе от представителей других стран: проект «Мотопсих» россиянина Вартана Арустамова; «Злые собаки» Пола Бертино из США; «Канализация» британца Рассела Дэвидсона; работа братьев Тонтчевых «Сады разрушений».
III фестиваль также прошёл во «Дворце мира и согласия» с 1 по 3 июля 2012 года, его посетили Венсан Кассель, режиссёры Кевин Рейнольдс и Канг Дже Гю, продюсеры Джим Лемли и Дэни Вульф, и др. Фестиваль был посвящён супергеройской тематике, а приехавшие впервые в Казахстан студенты из ведущих азиатских академий кинематографии в течение трёх фестивальных дней создавали своего «супергероя Астаны» в рамках конкурсов ART FEST.

## Программа фестиваля

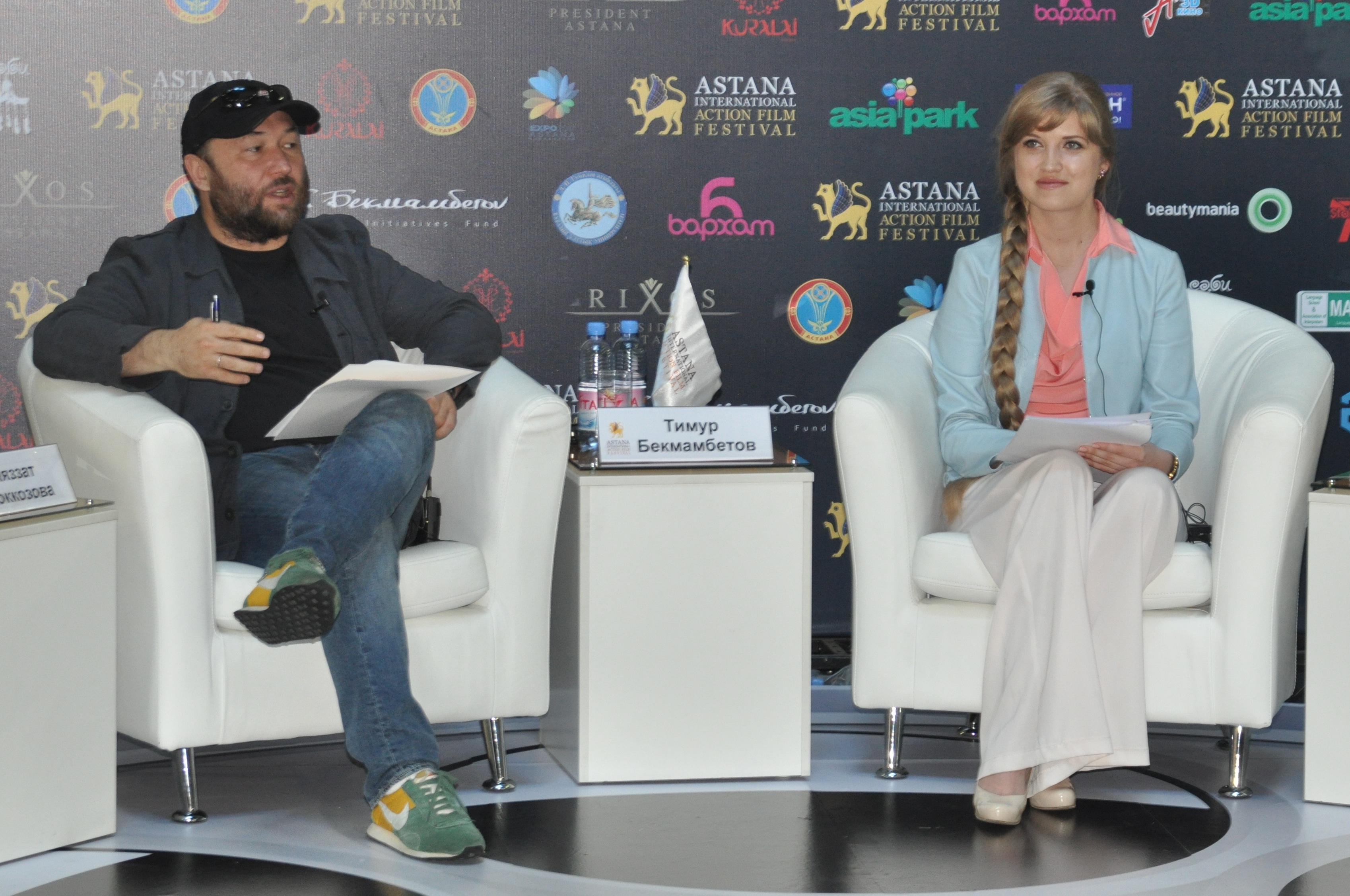
Президент фестиваля Тимур Бекмамбетов и генеральный директор — Ирен Ванидовская

Официальная программа фестиваля состоит из внеконкурсного показа более 20 полнометражных картин экшн жанра производства США, стран Европы, Азии и СНГ. Зрители и СМИ могут увидеть популярные фильмы, картины, которые никогда ранее не показывались на территории Казахстана и СНГ, а также посетить допремьерные показы. Все фильмы кинопрограммы разбиваются по рубрикам, например, мировой экшн, документальный экшн или супергеройское кино и т. д.

## Конкурсы фестиваля

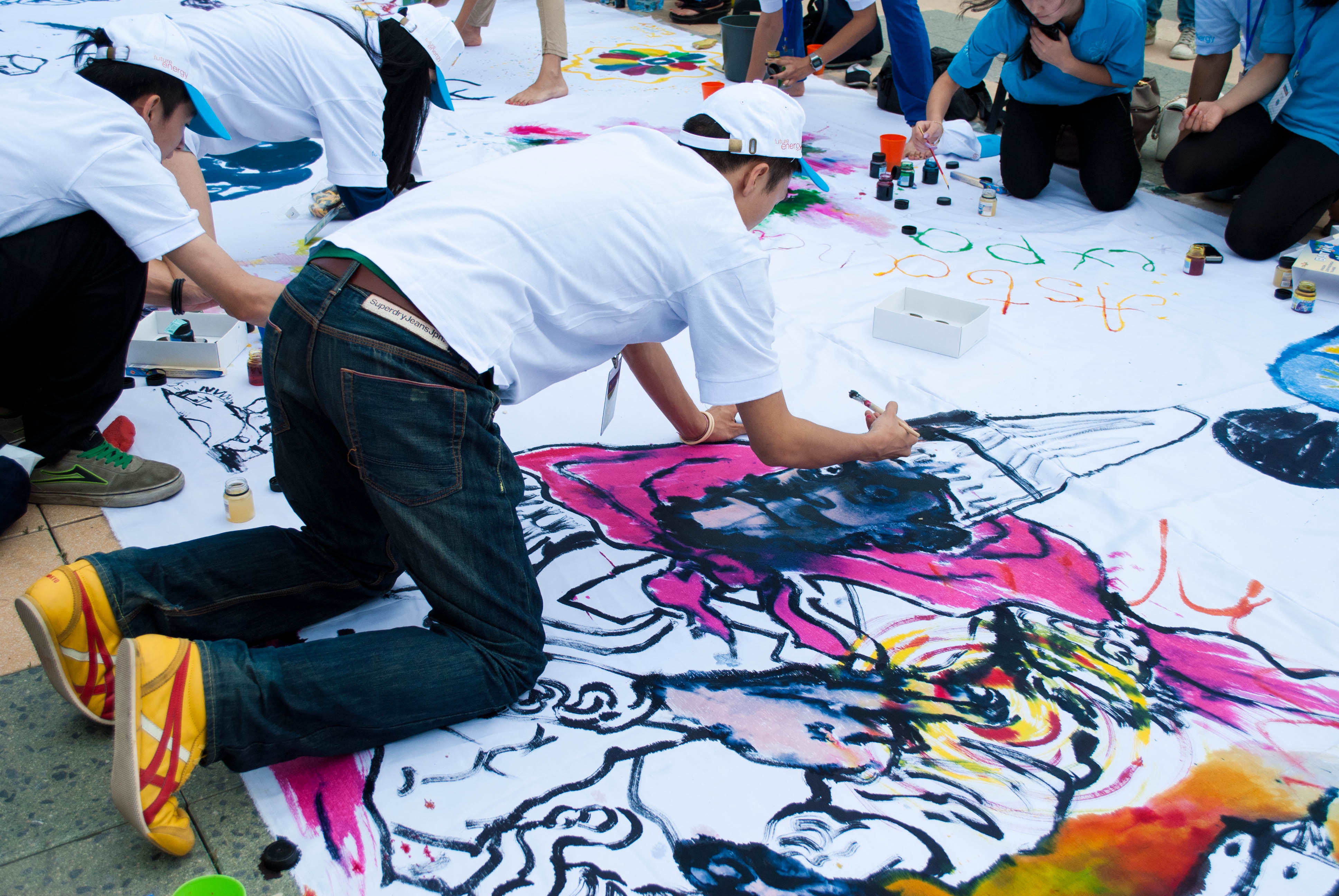
участники конкурса ART FEST создают супергероя Астаны

В рамках кинофестиваля традиционно проходит конкурс сценариев для профессионалов и любителей со всего мира. По его результатам создатель лучшего сценария получает 10 тысяч долларов США и возможность разработки проекта вместе с продюсерской компанией Тимура Бекмамбетова «Базелевс».
В рамках «Astana-2012» организаторами фестиваля было учреждено ещё два новых конкурса: конкурс короткометражного кино (лучшие фильмы участников этого конкурса были включены в фестивальную программу под названием «Ночь короткометражного кино») и молодёжный конкурс ART FEST. ART FEST — общее название сразу для нескольких конкурсов в области кинематографии (например, лучшей анимации, комикса, костюма, видео за один день и т. д.), где участвуют делегаты из Азии и Казахстана.